# Adesmia quadripinnata
Adesmia quadripinnata är en ärtväxtart som först beskrevs av Cristóbal Mariá Hicken, och fick sitt nu gällande namn av Arturo Erhardo Erardo Burkart. Adesmia quadripinnata ingår i släktet Adesmia och familjen ärtväxter.

## Underarter
Arten delas in i följande underarter:
- A. q. pygmaea
- A. q. quadripinnata